# 空駆ける恋
『空駆ける恋』（そらかけるこい、原題：英語: Love on the Run）は、1936年に製作・公開されたアメリカ合衆国の映画である。W・S・ヴァン・ダイクが監督、ジョーン・クロフォードとクラーク・ゲーブル、フランチョット・トーン（当時クロフォードの夫であった）などが出演している。クロフォードとゲーブルは7度目の共演となった。

## キャスト
- サリー・パーカー：ジョーン・クロフォード
- マイケル・アンソニー：クラーク・ゲーブル
- バーナバス・ペルズ（バーニー）：フランチョット・トーン
- オットー・シュパンデルマン男爵：レジナルド・オーウェン
- 男爵夫人：モナ・バリー

## スタッフ
- 監督：W・S・ヴァン・ダイク
- 製作：ジョーゼフ・L・マンキーウィッツ
- 原案：アラン・グリーン、ジュリアン・ブロディ
- 脚本：グラディス・ハールバット、ジョン・リー・メイヒン、マニュエル・セフ
- 音楽：フランツ・ワックスマン
- 撮影：オリヴァー・T・マーシュ
- 編集：フランク・サリヴァン
- 衣裳：エイドリアン
- 録音：ダグラス・シアラー

## 注
1. ↑  "The Eddie Mannix Ledger." Margaret Herrick Library, Center for Motion Picture Study (Los Angeles)